# VII Brygada Piechoty (II RP)
VII Brygada Piechoty (VII BP) – brygada piechoty Wojska Polskiego II RP.

## Historia
VII BP sformowana została w kwietniu 1919 roku, w Małopolsce Wschodniej, w składzie 4 Dywizji Piechoty. Na początku września 1920 roku VII BP podporządkowana została dowódcy 6 Armii, przetransportowana koleją do Żółkwi i skierowana przeciwko sowieckiej 24 Dywizji Strzelców, która sforsowała Bug pod Krystynopolem. 3 września nawiązała kontakt z nieprzyjacielem, a II/14 pp atakiem na bagnety zdobył Kuliczków. Następnego dnia pod m. Rekliniec rozbiła sowiecki 215 pułk strzelców.
W pierwszej dekadzie lipca 1921 roku brygada przeniesiona została z terenu Okręgu Generalnego „Warszawa” na teren Okręgu Generalnego „Łódź”. Dowództwo brygady i 14 pułk piechoty rozmieszczono we Włocławku, a 10 pułk piechoty w Łowiczu.
W czasie działań wojennych stany osobowe brygady uzupełniała:
- Powiatowa Komenda Uzupełnień 10 pułku piechoty w Łowiczu,
- Batalion zapasowy 10 pułku piechoty w Łowiczu (do VIII 1919 w Lubaczowie)
- Powiatowa Komenda Uzupełnień 14 pułku piechoty we Włocławku,
- Batalion zapasowy 14 pułku piechoty we Włocławku (do 6 II 1920 w Aleksandrowie Kujawskim, a do 9 XI 1919 w Jarosławiu)

Wymienione instytucje i pododdziały stacjonowały na terenie Okręgu Generalnego „Łódź” i podporządkowane były jego dowódcy.
W październiku–listopadzie 1921 roku dowództwo VII BP przeformowane zostało w dowództwo piechoty dywizyjnej 4 Dywizji Piechoty i dyslokowane do Torunia. 14 pułk piechoty podporządkowany zostały bezpośrednio dowódcy 4 DP, a 10 pułk piechoty dowódcy nowo powstałej 26 Dywizji Piechoty.

## Organizacja
- dowództwo VII Brygady Piechoty[1]
- 14 pułk piechoty
- 10 pułk piechoty

## Dowódcy
- gen. ppor. Franciszek Krajowski (24 V – 5 XII 1919)
- płk Adolf Jastrzębski[1] (21 XII 1919 – 29 V 1920)
- płk Adam Jaroszewski (29 V – VII 1920)
- płk Leon Silicki (13 V ? VII – 28 X 1920)

Adiutantem sztabowym był kpt. Marian Porwit.